# Materdea
I Materdea sono una band di rock celtico/progressive che nasce nel dicembre del 2008 a Torino per volontà di Marco Strega, già chitarrista del gruppo rock comico Trombe di Falloppio e Simon Papa, cantante ed autrice di musica popolare brasiliana, le cui liriche si orientano prevalentemente su tematiche pagane, magiche e mistiche in particolar modo riferite al culto della Grande Madre.

## Storia
Marco Strega e Simon Papa, dopo aver collaborato per la colonna sonora del cortometraggio "Ego sum stria" del regista Pier Carlo Sala, decidono di incominciare la stesura del loro primo album Below the Mists, Above the Brambles (totalmente suonato e registrato dai due) che vede la luce sotto etichetta Capogiro Music Publishing nel 2009. In questo album i Materdea si avvalgono della presenza dell'organettista scozzese John Whelan, riarrangiando una sua bellissima ballata ed intitolandola "Another trip to Skye", di cui producono anche il loro primo video con la regia di Pier Carlo Sala.
In questo primo anno di intensa attività live, i Materdea ingaggiano diversi musicisti dell’area torinese come Luca Caracciolo alla batteria, Morgan De Virgilis al basso, Tiziana Cappellino alle tastiere e Francesca Pollano al violino, sostituita dopo poco da Elisabetta Bosio. Cominciando ad ottenere diversi consensi sia in Italia che all'estero, decidono di rientrare in studio per confezionare quello che forse è l’album più folk del combo torinese: “Satyricon” le cui parti di tastiere vengono affidate alla giovanissima Elena Crolle. Il disco viene come di consueto autoprodotto dai due leaders ed esce sotto la loro etichetta “Midsummer’s Eve nel 2001. In questo album compare  “Lady of Inverness”, brano quest’ultimo da cui estrapolano il loro secondo video clip ufficiale.
Nel 2013 Cosimo De Nola sostituisce dietro le pelli Marco Cutrufo e il nuovo combo rientra in studio per registrare “A Rose for Egeria” (Midsummer’s Eve 2014). È senza dubbio l’album che dà una svolta al modo di comporre di Marco Strega e Simon Papa, che dal folk-rock che da sempre ha caratterizzato il suono del quintetto si dirige sempre di più verso un sound molto più orchestrale e sinfonico con arrangiamenti e cambi di tempo progressive. L’album viene masterizzato dall’ingegnere del suono finlandese Mika Jussila ai Finnvox Studio di Helsinki.
Il 2014 e il 2015 sono gli anni in cui la band è impegnata in un’intensa attività live sia in Italia che all’estero, partecipando a numerosi festivals italiani ed internazionali e nel frattempo producono un nuovo videoclip dal titolo “A Rose for Egeria”, a cui partecipa il famoso scrittore esoterico Ottavio Adriano Spinelli.
Nel 2016 esce una nuova produzione, questa volta del tutto acustica: con "The Goddess’ Chants" (via Midsummer’s Eve) i MaterDea rivoluzionano la loro line-up sostituendo Elisabetta Bosio con Camilla D’Onofrio e Cosimo De Nola con Carlos Cantatore (noto per aver militato nella band canadese degli Annihilator) e coadiuvando la sezione orchestrale con l’ingresso di Chiara Manueddu al violoncello e Giulia Subba al violino.
Con lo stesso combo nel 2017 entrano in studio per realizzare una sorta di concept album dal sapore celtico, supportato da una base compatta e pesante con vari spunti sinfonici, intitolato “Pyaneta”, dove il ruolo di bassista viene affidato ad Alessandra Biundo. Questo quinto lavoro del sestetto torinese viene prodotto da Marco Strega e Simon Papa in collaborazione con Rockshots Records. Per questo album i MaterDea rilasciano due video: “One Thousand and One Nights” e “Back to Earth”.
Nel 2019 Marco Strega e Simon Papa, coadiuvati da Marco Pugliese, danno alle stampe il loro primo libro dal titolo “Sussurri della Grande Madre” (edito da Uno Editori), un racconto fantastico ambientato in un luogo immaginario che narra l’incontro tra un fauno ed una ninfa che ripercorrono le quattro feste principali dell’anno celtico attraverso i testi delle loro canzoni.

## Formazione

### Formazione attuale
- Simon Papa - voce, testi
- Marco Strega - chitarre, tastiere, voci, arrangiamenti, musiche
- Alessandra Biundo - basso
- Carlos Cantatore - batteria
- Camilla D'Onofrio - violino
- Giulia Subba - violino
- Chiara Manueddu - violoncello
- Matteo Frasca - organetto diatonico
- Enea "Lu Barban" Berardo - ghironda e percussioni agresti

### Ex componenti
- Luca Caracciolo - batteria
- Max Gordiani - batteria
- Marco Cutrufo - batteria
- Cosimo De Nola - batteria
- Francesca Pollano - violino
- Elisabetta Bosio - violino
- Tiziana Cappellino - piano, tastiere
- Morgan De Virgilis - basso
- Andreas Polito - basso

## Discografia
- 2009 - Below the Mists, Above the Brambles
- 2011 - Satyricon
- 2014 - A Rose for Egeria
- 2016 - The Goddess' Chants
- 2018 - Pyaneta

## Opere
- 2019 - Sussurri della Grande Madre